# 5048 Moriarty
5048 Moriarty è un asteroide della fascia principale. Scoperto nel 1981, presenta un'orbita caratterizzata da un semiasse maggiore pari a 2,6271379 UA e da un'eccentricità di 0,1744499, inclinata di 1,39239° rispetto all'eclittica.